# Lijst van voetbalinterlands Ierland - Noord-Macedonië
Deze lijst van voetbalinterlands is een overzicht van alle officiële voetbalwedstrijden tussen de nationale teams van Ierland en Noord-Macedonië (dat land speelde van 1993 tot 2019 onder de naam Macedonië). De landen speelden tot op heden zes keer tegen elkaar. De eerste ontmoeting, een kwalificatiewedstrijd voor het Wereldkampioenschap voetbal 1998, werd gespeeld in Dublin op 9 oktober 1996. Het laatste duel, een kwalificatiewedstrijd voor het Europees kampioenschap voetbal 2012, vond plaats op 4 juni 2011 in Skopje.

## Wedstrijden
| № | Plaats | Datum          | Competitie           | Wedstrijd           | Uitslag |
| - | ------ | -------------- | -------------------- | ------------------- | ------- |
| 1 | Dublin | 9 oktober 1996 | WK 1998 kwalificatie | Ierland – Macedonië | 3 – 0   |
| 2 | Skopje | 2 april 1997   | WK 1998 kwalificatie | Macedonië – Ierland | 3 – 2   |
| 3 | Dublin | 9 juni 1999    | EK 2000 kwalificatie | Ierland – Macedonië | 1 – 0   |
| 4 | Skopje | 9 oktober 1999 | EK 2000 kwalificatie | Macedonië – Ierland | 1 – 1   |
| 5 | Dublin | 26 maart 2011  | EK 2012 kwalificatie | Ierland – Macedonië | 2 – 1   |
| 6 | Skopje | 4 juni 2011    | EK 2012 kwalificatie | Macedonië – Ierland | 0 – 2   |

## Samenvatting
| Competitie      | Totaal gespeeld | Winst Ierland | Gelijk | Winst Noord-Macedonië | Doelsaldo Ierland – Noord-Macedonië |
| --------------- | --------------- | ------------- | ------ | --------------------- | ----------------------------------- |
| WK-kwalificatie | 2               | 1             | 0      | 1                     | 5 − 3                               |
| EK-kwalificatie | 4               | 3             | 1      | 0                     | 6 − 2                               |
| Totaal          | 6               | 4             | 1      | 1                     | 11 − 5                              |

## Details

### Eerste ontmoeting
| WK 2002 kwalificatie (Dublin, Ierland, 9 oktober 1996): |       |           |
| Ierland                                                 | 3 – 0 | Macedonië |
| Jason McAteer 8' Tony Cascarino 46' Tony Cascarino 70'  | goals |           |

### Tweede ontmoeting
| WK 1998 kwalificatie (Skopje, Macedonië, 2 april 1997):            |       |                                    |
| Macedonië                                                          | 3 – 2 | Ierland                            |
| Mitko Stojkovski 28' (pen.) Mitko Stojkovski 44' Ǵorǵi Hristov 59' | goals | 8' Alan McLoughlin 79' David Kelly |

### Derde ontmoeting
| EK 2000 kwalificatie (Dublin, Ierland, 9 juni 1999): |       |           |
| Ierland                                              | 1 – 0 | Macedonië |
| Niall Quinn 60'                                      | goals |           |

### Vierde ontmoeting
| EK 2000 kwalificatie (Skopje, Macedonië, 9 oktober 1999):                                                    |       |                 |
| Macedonië | 1 – 1 | Ierland         |
| Goran Stavrevski 90'                                                                                         | goals | 18' Niall Quinn |
| - Debuut van Goran Stanić (UE Lleida) voor Macedonië. - Debuut van Matt Holland (Ipswich Town) voor Ierland. |       |                 |

### Vijfde ontmoeting
| EK 2012 kwalificatie (Dublin, Ierland, 26 maart 2011): |       |                     |
| Ierland                                                | 2 – 1 | Macedonië           |
| Aiden McGeady 2' Robbie Keane 21'                      | goals | 45' Ivan Tričkovski |

### Zesde ontmoeting
| EK 2012 kwalificatie (Skopje, Macedonië, 4 juni 2011): |       |                                  |
| Macedonië                                              | 0 – 2 | Ierland                          |
|                                                        | goals | 8' Robbie Keane 37' Robbie Keane |

FAI · A-internationals · Bondscoaches · Statistieken · Iers vrouwenelftal · Olympisch elftal · Ierland U21 · Ierland U20 · Ierland U19 · Ierland U18 · Ierland U17 · Ierland U16 · Vrouwen U17
1924 – 1929 ·
1930 – 1939 ·
1940 – 1949 ·
1950 – 1959 ·
1960 – 1969 ·
1970 – 1979 ·
1980 – 1989 ·
1990 – 1999 ·
2000 – 2009 ·
2010 – 2019 ·
2020 − 2029
EK 1988 · 
EK 2012 · 
EK 2016
WK 1990 · 
WK 1994 · 
WK 2002
1924 · 
1925 · 
1926 · 
1927 · 
1928 · 
1929 · 
1930 · 
1931 · 
1932 · 
1933 · 
1934 · 
1935 · 
1936 · 
1937 · 
1938 · 
1939 · 
1940 · 1941 · 1942 · 1943 · 1944 · 1945 · 
1946 · 
1947 · 
1948 · 
1949 · 
1950 · 
1951 · 
1952 · 
1953 · 
1954 · 
1955 · 
1956 · 
1957 · 
1958 · 
1959 · 
1960 · 
1961 · 
1962 · 
1963 · 
1964 · 
1965 · 
1966 · 
1967 · 
1968 · 
1969 · 
1970 · 
1971 · 
1972 · 
1973 · 
1974 · 
1975 · 
1976 · 
1977 · 
1978 · 
1979 · 
1980 · 
1981 · 
1982 · 
1983 · 
1984 · 
1985 · 
1986 · 
1987 · 
1988 · 
1989 · 
1990 · 
1991 · 
1992 · 
1993 · 
1994 · 
1995 · 
1996 · 
1997 · 
1998 · 
1999 · 
2000 · 
2001 · 
2002 · 
2003 · 
2004 · 
2005 · 
2006 · 
2007 · 
2008 · 
2009 · 
2010 · 
2011 · 
2012 · 
2013 · 
2014 · 
2015 ·
2016 ·
2017 ·
2018 ·
2019 ·
2020 ·
2021
Albanië ·
Algerije ·
Andorra ·
Argentinië ·
Armenië ·
Australië ·
Azerbeidzjan ·
België ·
Bolivia ·
Bosnië en Herzegovina ·
Brazilië ·
Bulgarije ·
Canada ·
Chili ·
China ·
Colombia ·
Costa Rica ·
Cyprus ·
Denemarken ·
Duitsland ·
Ecuador ·
Egypte ·
Engeland ·
Estland ·
Faeröer ·
Finland ·
Frankrijk ·
Georgië ·
Gibraltar ·
Griekenland ·
Hongarije ·
IJsland ·
Iran ·
Israël ·
Italië ·
Jamaica ·
Joegoslavië ·
Kameroen ·
Kazachstan ·
Kroatië ·
Letland ·
Liechtenstein ·
Litouwen ·
Luxemburg ·
Malta ·
Marokko ·
Mexico ·
Moldavië ·
Montenegro ·
Nederland ·
Nieuw-Zeeland ·
Nigeria ·
Noord-Ierland ·
Noord-Macedonië ·
Noorwegen ·
Oekraïne ·
Oman ·
Oostenrijk ·
Paraguay ·
Polen ·
Portugal ·
Qatar ·
Roemenië ·
Rusland ·
San Marino ·
Saoedi-Arabië ·
Schotland ·
Servië ·
Slowakije ·
Sovjet-Unie ·
Spanje ·
Trinidad en Tobago ·
Tsjechië ·
Tsjecho-Slowakije ·
Tunesië ·
Turkije ·
Uruguay ·
Verenigde Staten ·
Wales ·
Wit-Rusland ·
Zuid-Afrika ·
Zweden ·
Zwitserland
België (2016) · 
Italië (2012) · 
Kroatië (2012) · 
Spanje (2012) · 
Zweden (2016)
FFM · A-internationals · Bondscoaches · Statistieken · Macedonisch vrouwenelftal · Olympisch elftal · Noord-Macedonië U21 · Noord-Macedonië U20 · Noord-Macedonië U19 · Noord-Macedonië U18 · Noord-Macedonië U17 · Noord-Macedonië U16
1993 – 1999 ·
2000 – 2009 ·
2010 – 2019 ·
2020 − 2029
EK 2020
1993 · 
1994 · 
1995 · 
1996 · 
1997 · 
1998 · 
1999 · 
2000 · 
2001 · 
2002 · 
2003 · 
2004 · 
2005 · 
2006 · 
2007 · 
2008 · 
2009 · 
2010 · 
2011 · 
2012 · 
2013 · 
2014 · 
2015 · 
2016 ·
2017 ·
2018 ·
2019 ·
2020 ·
2021 ·
2022 ·
2023
Albanië ·
Andorra ·
Angola ·
Armenië ·
Australië ·
Azerbeidzjan ·
Bahrein ·
België ·
Bosnië en Herzegovina ·
Bulgarije ·
Canada ·
China ·
Cyprus ·
Denemarken ·
Duitsland ·
Ecuador ·
Egypte ·
Engeland ·
Estland ·
Faeröer ·
Finland ·
Georgië ·
Gibraltar ·
Hongarije ·
Ierland ·
IJsland ·
Iran ·
Israël ·
Italië ·
Jamaica ·
Joegoslavië ·
Kameroen ·
Kazachstan ·
Kosovo ·
Kroatië ·
Letland ·
Libanon ·
Liechtenstein ·
Litouwen ·
Luxemburg ·
Malta ·
Moldavië ·
Montenegro ·
Nederland ·
Nigeria ·
Noorwegen ·
Oekraïne ·
Oman ·
Oostenrijk ·
Paraguay ·
Polen ·
Portugal ·
Qatar ·
Roemenië ·
Rusland ·
Saoedi-Arabië ·
Schotland ·
Servië ·
Slovenië ·
Slowakije ·
Spanje ·
Tsjechië ·
Turkije ·
Verenigde Staten ·
Wales ·
Wit-Rusland · 
Zuid-Korea ·
Zweden
Nederland (2021) · 
Oekraïne (2021) · 
Oostenrijk (2021)